# فرودگاه برج‌العامری
فرودگاه برج‌العامری (انگلیسی: Borj El Amri Airport) فرودگاهی نزدیک به شهر برج‌العامری و در استان منوبه تونس واقع گردیده است.